# Ourém (Portugal)
Ourém is een stad en gemeente in het Portugese district Santarém.
De gemeente heeft een totale oppervlakte van 416 km² en telde 46.216 inwoners in 2001.
Bezienswaardig is het kasteel van Ourém.

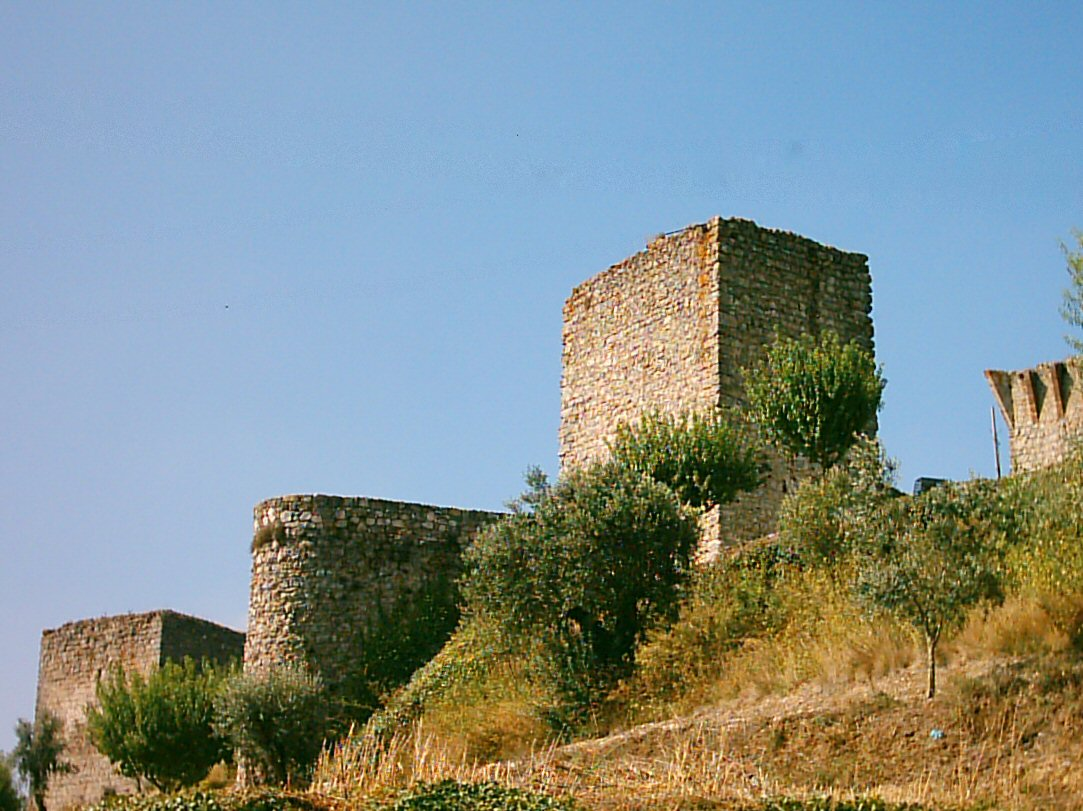
Kasteel van Ourém

## Freguesia
De volgende freguesias liggen in de gemeente:
- Alburitel
- Atouguia
- Casal dos Bernardos
- Caxarias
- Cercal
- Espite
- Fátima
- Formigais
- Freixianda
- Gondemaria
- Matas
- Nossa Senhora da Piedade
- Nossa Senhora das Misericórdias
- Olival
- Ribeira do Fárrio
- Rio de Couros
- Seiça
- Urqueira

## Sport
Ourém is meermaals etappeplaats geweest in de wielerkoers Ronde van Portugal. Op 18 augustus 2024 was Ourém aankomstplaats van de 2e etappe in de Ronde van Spanje en was de Australiër Kaden Groves er ritwinnaar.